# Павел Јакимов
Павел Никитович Јакимов (рус. Павел Никитович Якимов; Петровград, 15. јул 1910 — Кингисеп, 5. март 1968), пилот, гардијски капетан Црвене армије, Херој Совјетског Савеза и народни херој Југославије.

## Биографија
Рођен је 15. јула 1910. године у Петрограду, у радницкој породици. Године 1929. завршио је Средњу школу и две године радио у фабрици музичких инструмената у Петрограду. Уписао се, 1931. године, у Вишу авијатичарску техничку школу, и завршио је 1932. године, стекавши квалификацију навигатора и струцњака за апаратуру. До 1941. радио је у цивилном ваздухопловству Совјетског Савеза, као инструктор и навигатор и предавач у школама за авијатичаре.
Од првих дана Великог отаџбинског рата, Павел Јакимов се налазио се на фронту. Током 1941—1942. године био је на Лењинградском фронту, а од почетка 1943. у авионско-транспортној дивизији. Извршавао је сложене задатке совјетске Команде, обавио велики број летова у непријатељску позадину због допремања, ваздушним путем (падобранима и слетањем), оружја, муниције и хране за совјетске партизане.
Од маја 1943. године налазио се, у саставу посаде војно-транспортног авиона, под командом Александра Шорникова. Јануара 1944. године, учествовао је у лету од Москве до Барија, због пребацивања совјетске војне мисије у Југославију. Заједно са совјетском Војном мисијом, гардијски капетан Павел Јакимов је, 23. фебруара 1944. године, долетио на једрилици у Југославију. На ослободеној територији, недалеко од села Медено поље, заједно са борцима Петог босанског корпуса НОВЈ, припремао је, терен за слетање на коме је, марта 1944, први пут слетео авион под командом Александра Шорникова - који је за Народноослободилачку војску Југославије допремао војну опрему из база у Италији. Истовремено су на овај партизански аеродром слетали и авиони из Совјетског Савеза, који су падобранима спуштали војну опрему.
Око три месеца боравио је међу борцима Народноослободилачке војске Југославије. У тренутку десанта на Дрвар, 25. маја 1944. године, Павел Јакимов налазио се на аеродрому, и придружио се пратећим јединицама Врховног штаба, с којима се упутио на Купрешко поље. Овде је одабрао, и уз помоћ југословенских бораца припремио терен за спуштање совјетског авиона. Пошто се совјетски авион, у ноћи 4. јуна 1944. године, спустио на Купрешко поље, Павел Јакимов се вратио својим обавезама навигатора у авиону којим је командовао гардијски мајор Александар Шорников, и који је пребацио у Бари највише руководство НОВЈ, на челу с маршалом Титом, и шефове совјетске и англо-америцке војне мисије. Учествовао је и у другом лету совјетског авиона, који је обављен исте ноћи, на Купрешко поље.
Указом Президијума Врховног совјета Совјетског Савеза од 20. јуна 1944. године, гардијски капетан Павел Јакимов је, за извршење специјалног задатка совјетске Команде, проглашен Херојем Совјетског Савеза. Одлуком Председништва Антифашистичког већа народног ослободења Југославије, 25. септембра 1944. године одликован је Орденом народног хероја.
После завршетка рата, вратио се цивилном ваздухопловству, био је навигатор цивилне авијације Совјетског Савеза, а затим начелник аеродрома. Преминуо је 5. марта 1968. године у Кингисепу, и сахрањен је у Талину у Естонској ССР.